# Piero Pieralli
Piero Pieralli (Firenze, 27 dicembre 1929 – Firenze, 27 settembre 2007) è stato un politico e giornalista italiano.

## Biografia
Giornalista pubblicista, ha scritto fra le altre testate su L'Unità, Rinascita e Il manifesto.
Figlio di un antifascista ucciso dai nazifascisti nel 1944. Si iscrive al Partito Comunista Italiano nel 1946 e diventa dirigente provinciale e nazionale della FGCI. Nel 1959 viene eletto Presidente della Federazione Mondiale della Gioventù Democratica. Dal 1970 al 1974 è stato Consigliere comunale a Firenze e in seguito Segretario della Federazione fiorentina del PCI. Ha fatto parte del Comitato Centrale del PCI dal 1972 al 1983 e anche della Segreteria nazionale dal 1975 al 1976. Fa parte dell'ala migliorista, vicina a Giorgio Napolitano.
Alle elezioni politiche del 1976 viene eletto al Senato della Repubblica, rimanendo a Palazzo Madama per quattro legislature, fino al 1992. Dopo lo scioglimento del PCI aderisce al PDS.
Muore nel 2007 all'età di 78 anni.